# シズビー (小惑星)
シズビー (88 Thisbe) は、小惑星帯に位置するかなり大きい小惑星の一つ。1866年6月15日にアメリカ合衆国の天文学者、クリスチャン・H・F・ピーターズ (Christian Heinrich Friedrich Peters) により発見された。
古代ローマの詩人オウィディウスの『転身物語』に登場するティスベにちなみ命名された。ティスベの悲恋はウィリアム・シェイクスピアの『夏の夜の夢』で劇中劇として演じられたことから、英語読みした「シズビー」という表記でも知られている。
1981年10月7日と2007年2月5日に（後者は日本で）掩蔽が観測された。